# 都卜勒雷達
多普勒雷達（英語：Doppler radar）是利用多普勒效應测量物体在雷达波束方向上的径向运动速度的一種雷達。常用於氣象觀測。警方取締超速行車所使用的雷達槍也是都卜勒雷達的一種。
1842年，克里斯蒂安·多普勒首次发现多普勒效应，即物体的相对运动会引起频率的增大或减小。当物体和波源相背离时，波长会增大，频率会降低，称为多普勒红移，当物体和波源相向运动时，波长减小，频率增大，称为多普勒蓝移，根据探测到的多普勒频移{\displaystyle f'}就可以计算出物体的速度。